# Národní sbírka fotografií (Izrael)

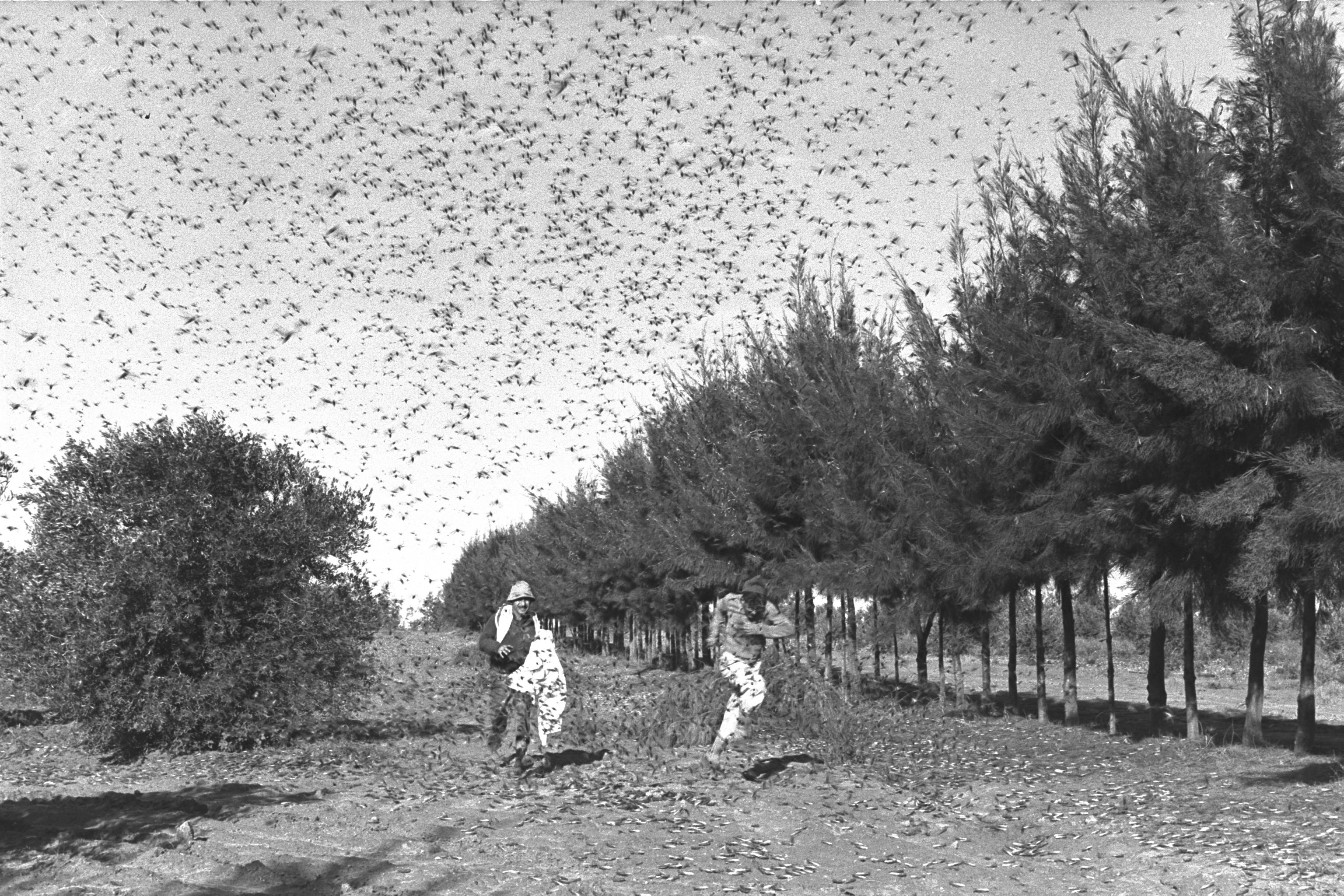
David Eldan: Zaměstnanci farmy prchají před hejnem kobylek. Archiv The National Photo Collection (Israel), 1955, součást Národní sbírky fotografií

Národní sbírka fotografií Izraele je archiv historických fotografií, který se nachází ve vládní tiskové kanceláři v Beit Agron v Jeruzalémě . Většina fotografií v archivu je černobílá, ale většina moderních přírůstků do sbírky je barevná.

## Historie
Fotografické oddělení vládní tiskové kanceláře založil David Ildan v roce 1948 v Tel Avivu . V roce 1983 byla sbírka převezena do Jeruzaléma, když izraelská vláda rozhodla o přemístění vládní tiskové kanceláře do Státu Izrael, Jeruzaléma.
Na 50. den nezávislosti Izraele se tiskový úřad vlády rozhodl společně s Tehilou (Vládní internetový výbor) nahrát sbírku na internet. Tisíce fotografií byly naskenovány a jsou k dispozici ke stažení na oficiálních stránkách v nízkém rozlišení.

## Galerie

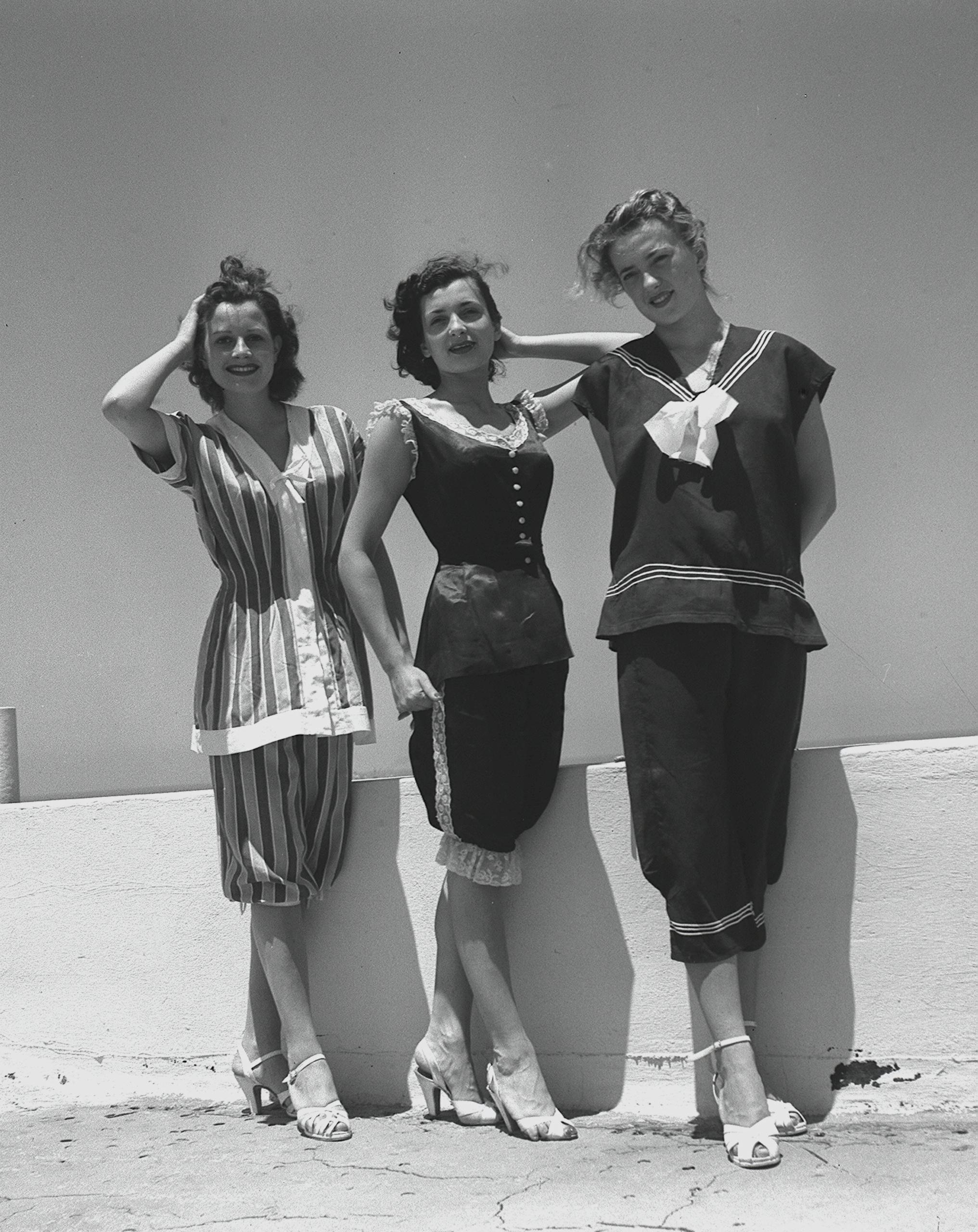
Government Press Office (GPO) - 1950's Beauty Queens
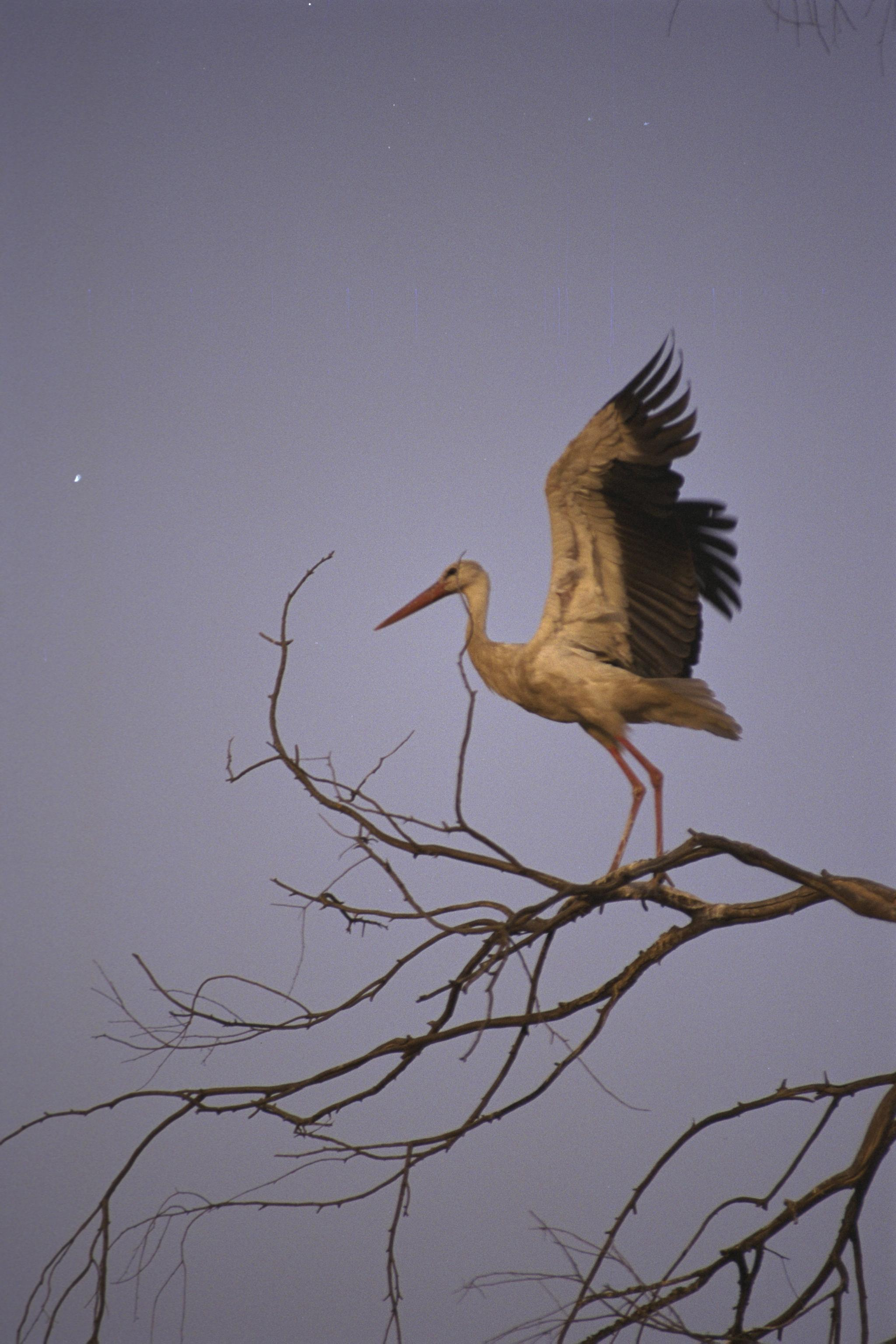
Čáp
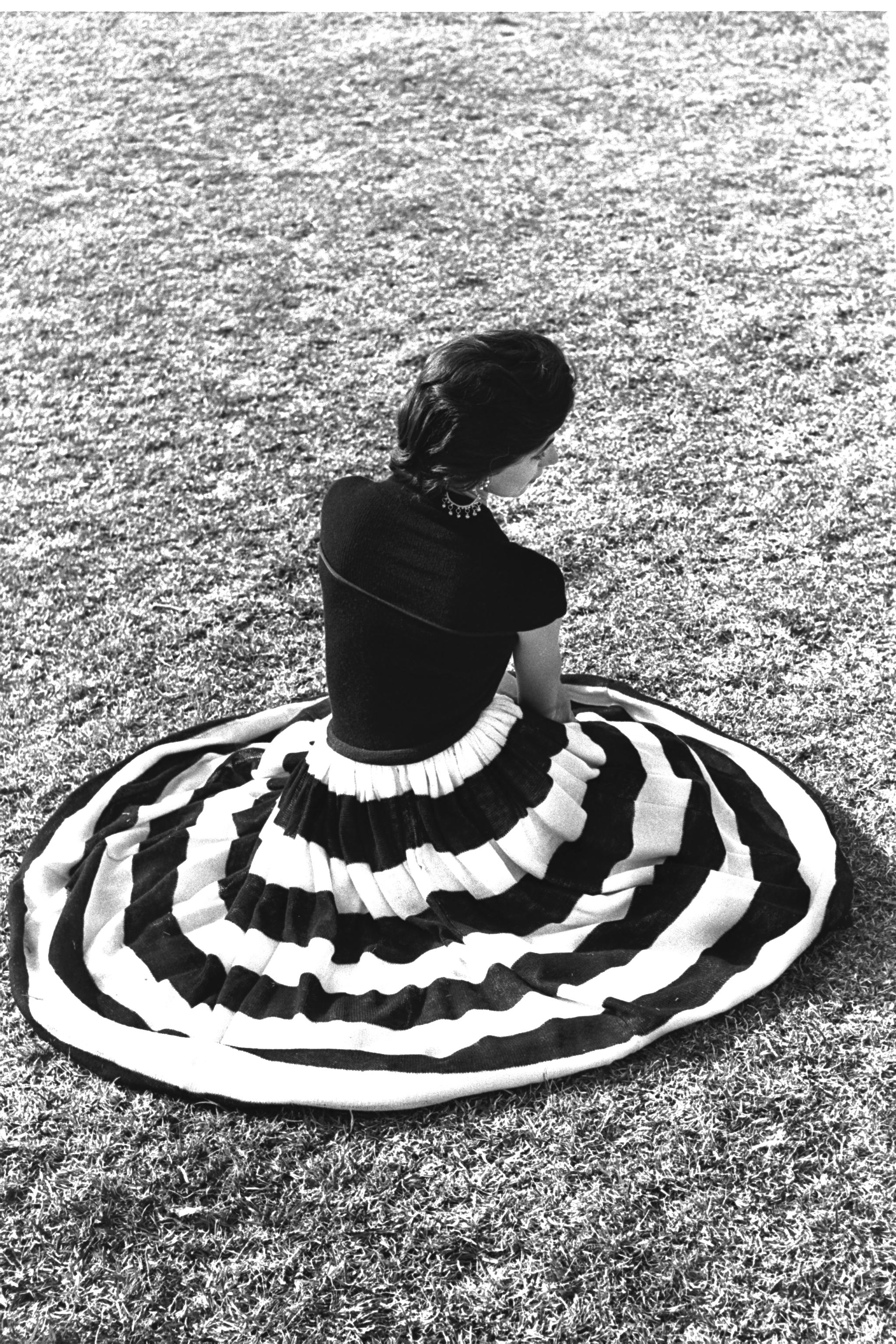
A Striking Outfit
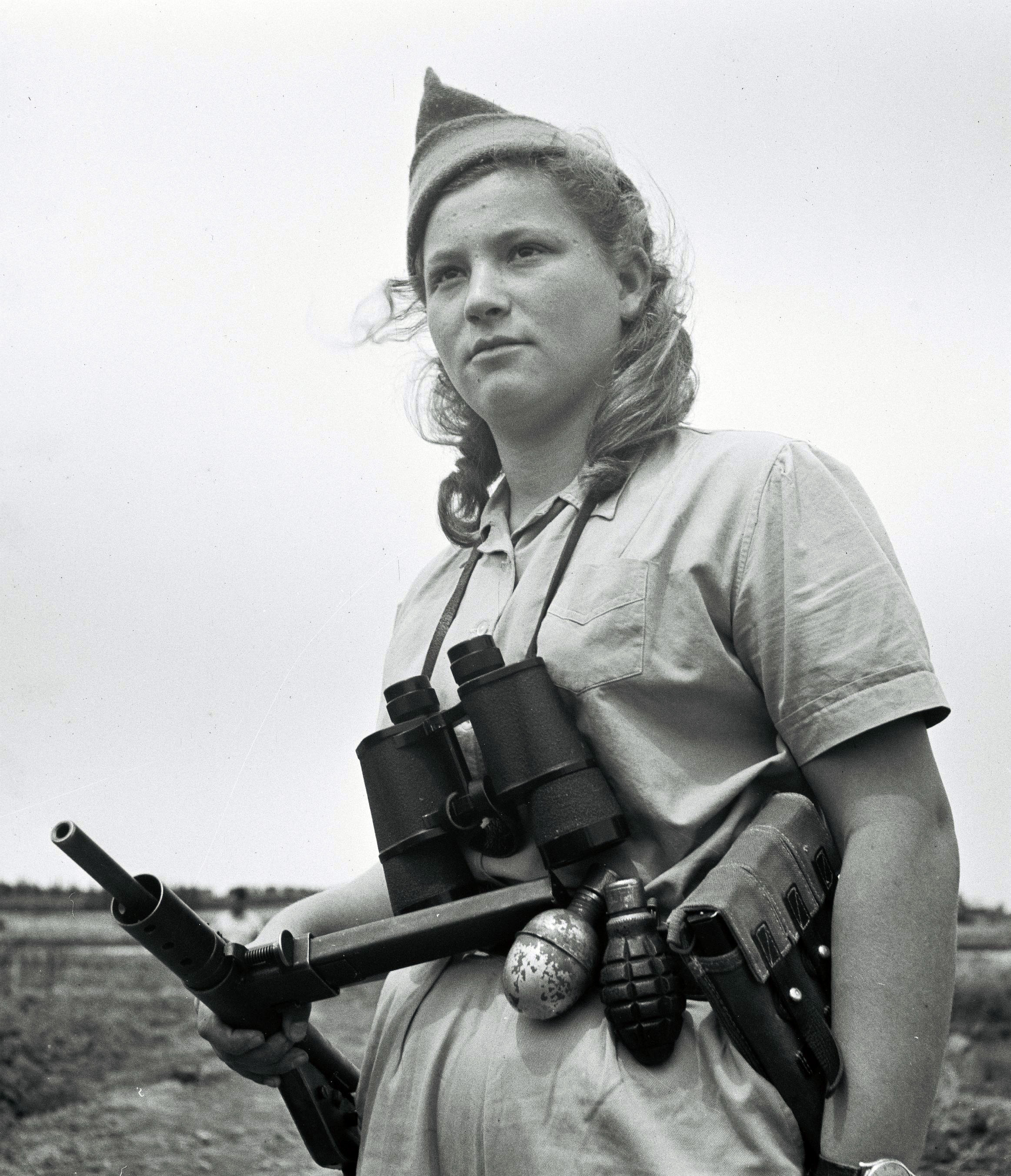
Mladá dívka Alija na stráži
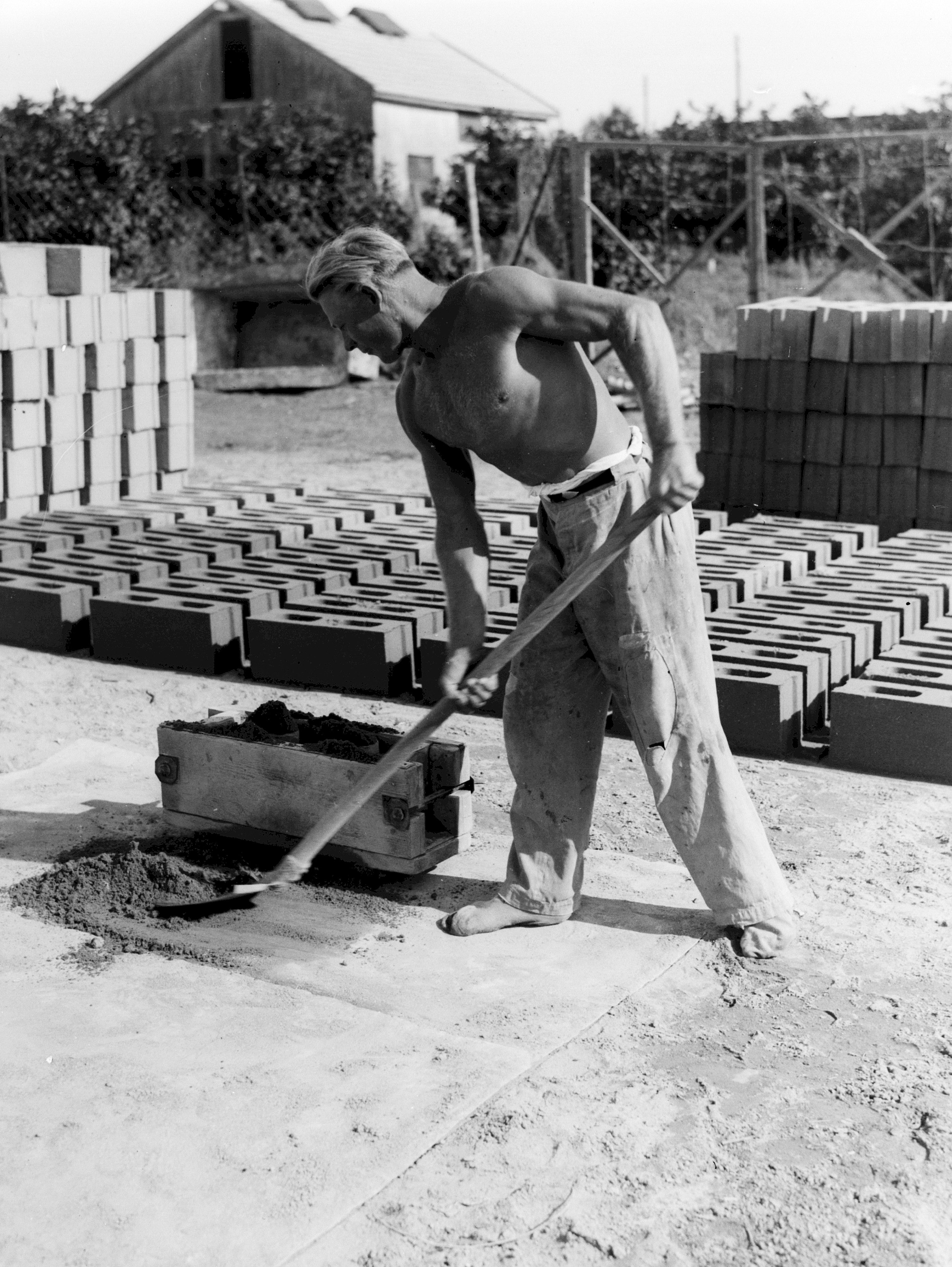
Building a Farm at Nahalat Yitzhak
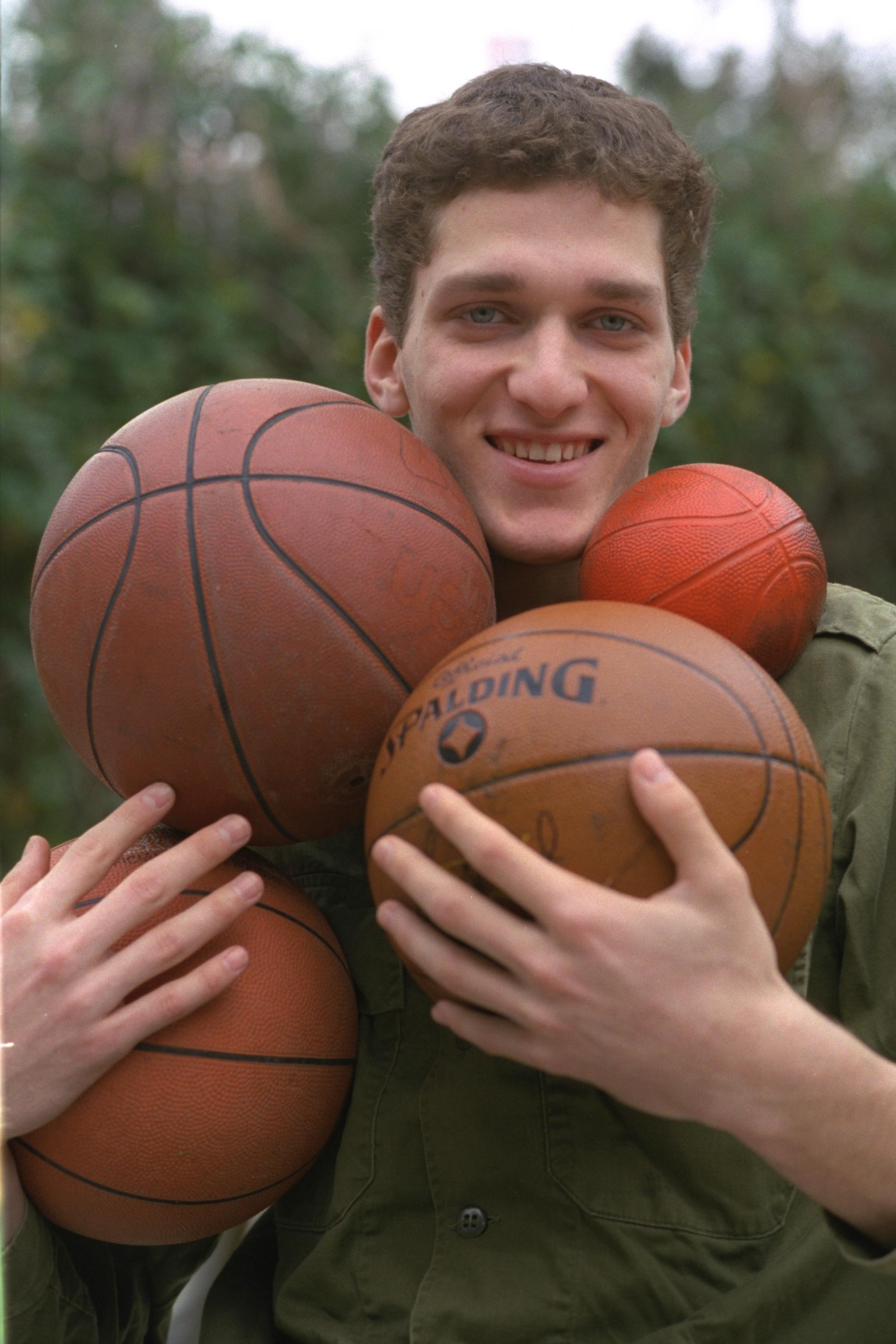
Doron Sheffer
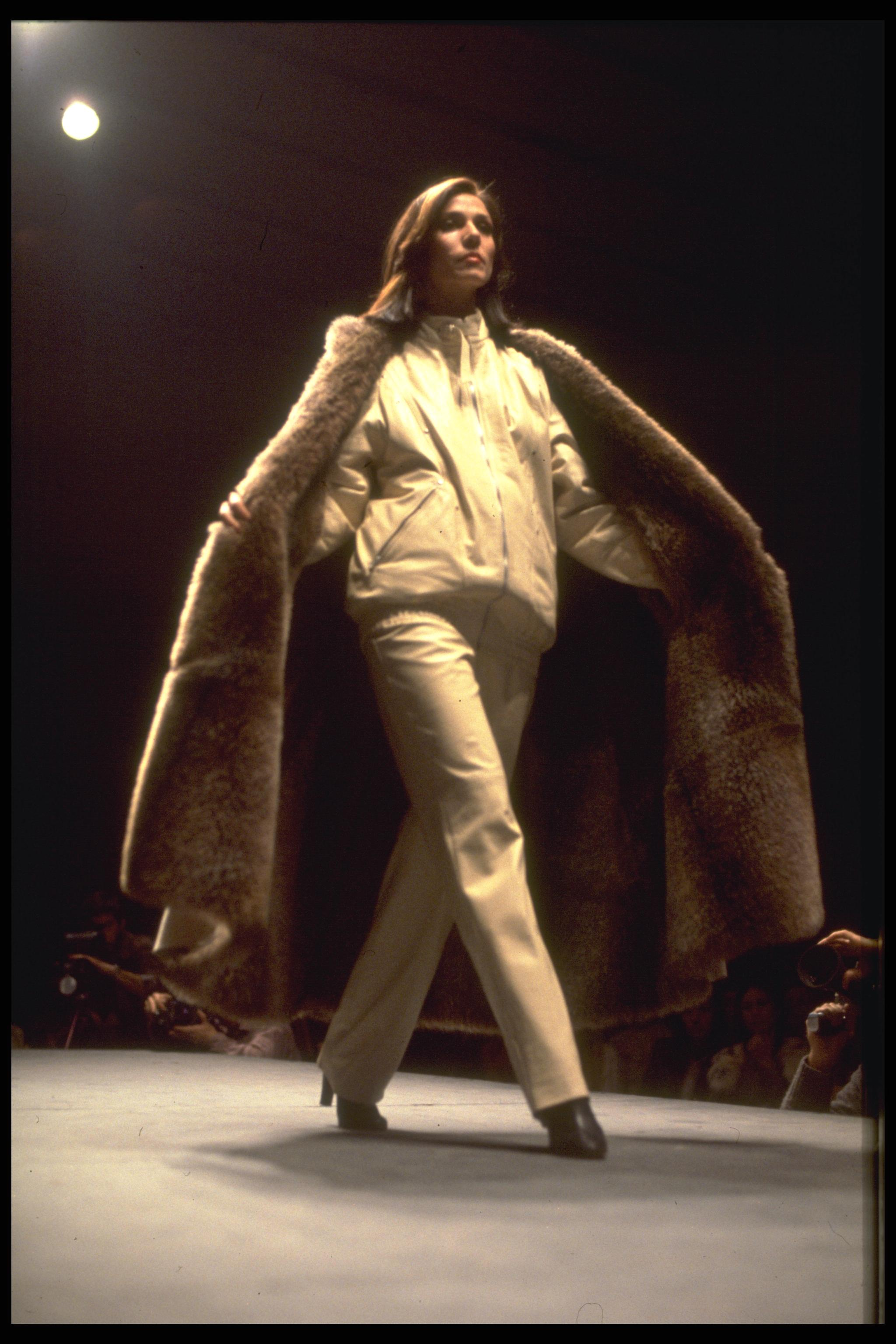
Módní přehlídka v Hiltonu
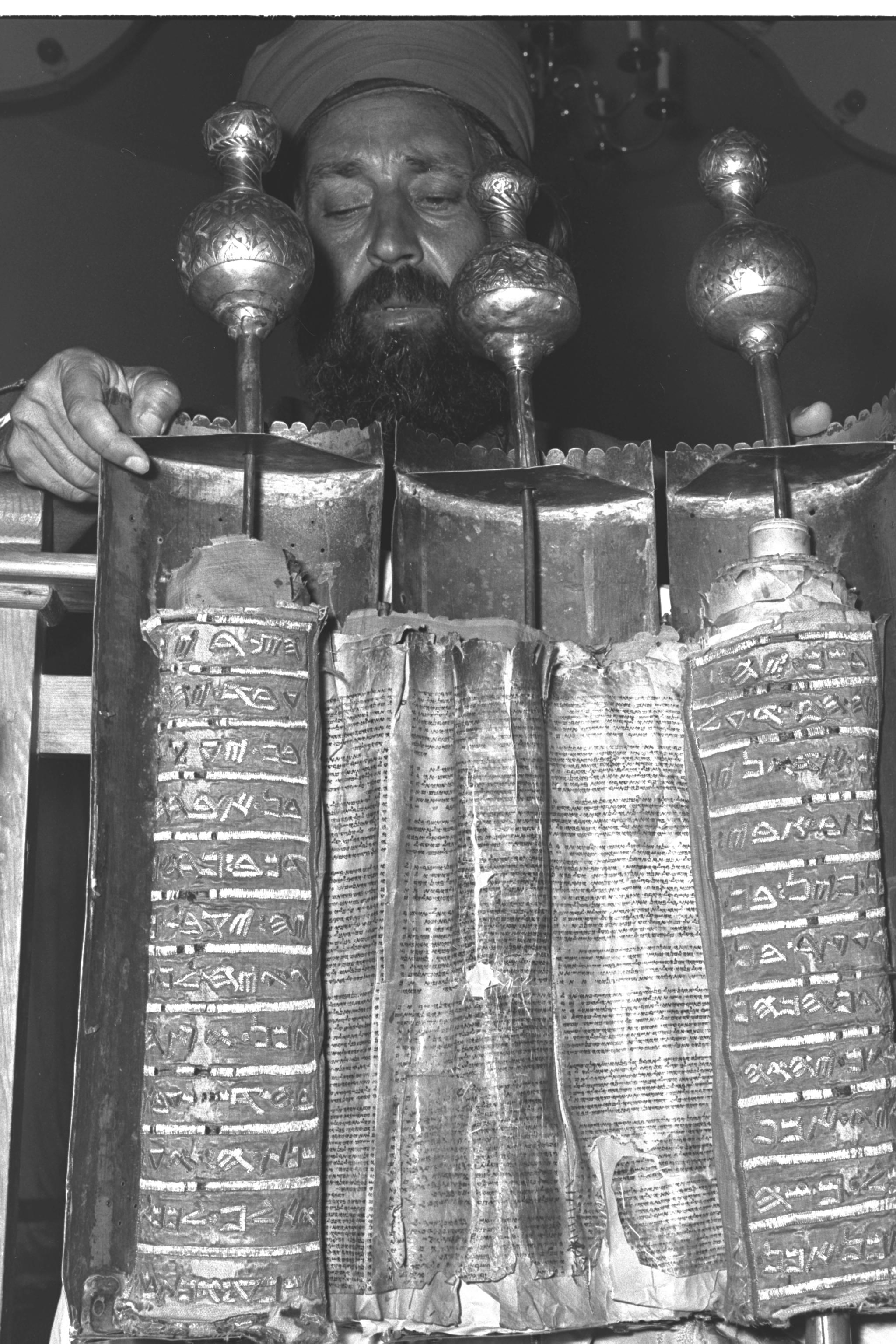
Samaritan Priest Zadok Ben-Avisha Hacohen